# Dryopteris dissidens
Dryopteris dissidens là một loài thực vật có mạch trong họ Dryopteridaceae. Loài này được (Mett.) Kuntze miêu tả khoa học đầu tiên năm 1891.